# Ocotea atirrensis
Ocotea atirrensis är en lagerväxtart som beskrevs av Mez & Donn. Sm. och Carl Christian Mez. Ocotea atirrensis ingår i släktet Ocotea och familjen lagerväxter. Inga underarter finns listade i Catalogue of Life.